# Lagynochthonius kenyensis
Espèce
Synonymes
- Tyrannochthonius kenyensis Mahnert, 1986

Lagynochthonius kenyensis est une espèce de pseudoscorpions de la famille des Chthoniidae.

## Distribution
Cette espèce est endémique du Kenya. Elle se rencontre vers Nairobi.

## Description
La carapace du mâle mesure 0,32 mm de long sur 0,32 mm et la carapace des femelles mesure de 0,35 à 0,38 mm de long sur de 0,35 à 0,37 mm.

## Étymologie
Son nom d'espèce, composé de keny[a] et du suffixe latin -ensis, « qui vit dans, qui habite », lui a été donné en référence au lieu de sa découverte, le Kenya.

## Publication originale
- Mahnert, 1986 : Die Pseudoskorpione (Arachnida) Kenyas. 7. Chthoniidae. Revue Suisse de Zoologie, vol. 92, no 4, p. 823-843 (texte intégral).